# Borovik (żupania osijecko-barańska)
Borovik – wieś w Chorwacji, w żupanii osijecko-barańskiej, w gminie Drenje. W 2011 roku liczyła 6 mieszkańców.